# Gribov Medal
Die Gribov Medal ist ein alle zwei Jahre seit 2001  verliehener Preis für Arbeiten in theoretischer Elementarteilchenphysik oder Quantenfeldtheorie der Europäischen Physikalischen Gesellschaft. Er wird an jüngere Physiker verliehen (Alter unter 35 Jahre) und ist nach Wladimir Naumowitsch Gribow benannt.

## Preisträger
- 2001 Steven Gubser für seine herausragende Forschung, die tiefe Verbindungen von Eichtheorien zu Gravitation im Rahmen der Stringtheorie aufdeckte und die es ermöglichte interessante Eigenschaften von Eichtheorien in 3 plus 1 Dimensionen aus Berechnungen von Gravitationstheorien in 4 plus 1 Dimensionen zu erhalten.
- 2003 Nima Arkani-Hamed für originäre Zugänge zu Hierarchieproblemen der Theorie fundamentaler Wechselwirkungen von Elementarteilchen, speziell für die Untersuchung der Möglichkeit großer Extra-Dimensionen, in denen sich die Gravitation ausbreiten kann.
- 2005 Matias Zaldarriaga für seine wichtigen theoretischen Beiträge zur Kosmologie mit Auswirkungen auch auf die Theorien der fundamentalen Wechselwirkungen. Unter anderem: Entwicklung einer effizienten Methoden der Berechnung der CMB Fluktuationen in vorgegebenen kosmologischen Modellen, die Erkenntnis der Wichtigkeit der Polarisation in der CMB und der Möglichkeit ihrer Messung und Herausstellen der Bedeutung von Gravitationslinseneffekten durch lokale Massen auf den CMB.
- 2007 Niklas Beisert für Beiträge zur Untersuchung der Integrabilitätseigenschaften vierdimensionaler Eichfeldtheorien (N = 4 supersymmetrische Yang-Mills-Theorie).
- 2009 Freddy Cachazo für bedeutende Beiträge in der Vereinfachung der Berechnung von Streuamplituden sowohl in Eichfeldtheorien als auch in Gravitations-Feldtheorien.
- 2011 Davide Gaiotto für die Aufdeckung neuer Facetten der Dynamik vierdimensionaler supersymmetricher Eichfeldtheorien und speziell für die Entdeckung einer großen Klasse vierdimensionaler superkonformer Theorien und für die Entdeckung wichtiger verwickelter Beziehungen zwischen zweidimensionalen Theorien der Gravitation und vierdimensionalen Eichfeldtheorien.
- 2013 Zohar Komargodski für seine tiefen Einsichten in die Struktur der Renormierungsgruppe für Feldtheorien in vier Dimensionen und speziell für seinen Beweis des a-Theorems mit Adam Schwimmer.
- 2015 Pedro G. Vieira für seine grundlegenden Beiträge zur Bestimmung des exakten Spektrums der anomalen Dimensionen N=4 supersymmetrischer Yang-Mills-Theorien und Streuamplituden für jede Wechselwirkungsstärke
- 2017 Simon Caron-Huot für seine grundlegenden Beiträge zum Verständnis der analytischen Struktur von Streuamplituden und ihrer Verbindung mit Wilson-Loops.
- 2019 Douglas Stanford für seine Arbeiten zum Quantenchaos und seiner Beziehung zur Dynamik nahe dem Horizont Schwarzer Löcher
- 2021 Bernhard Mistlberger für seine bahnbrechenden Beiträge zur Vielschleifen-Rechnungen in der QCD und hochpräzise Vorhersagen für die Higgsboson- und Vektorboson-Produktion in Hadron-Collidern.
- 2023 Netta Engelhardt für ihre grundlegenden Beiträge zum Verständnis von Quanteninformationen in der Physik der Schwerkraft und der Schwarzen Löcher.
- 2025 Lorenz Eberhardt für seine Beiträge zur modernen Stringtheorie.[1]